# SpeedStep
SpeedStep
```

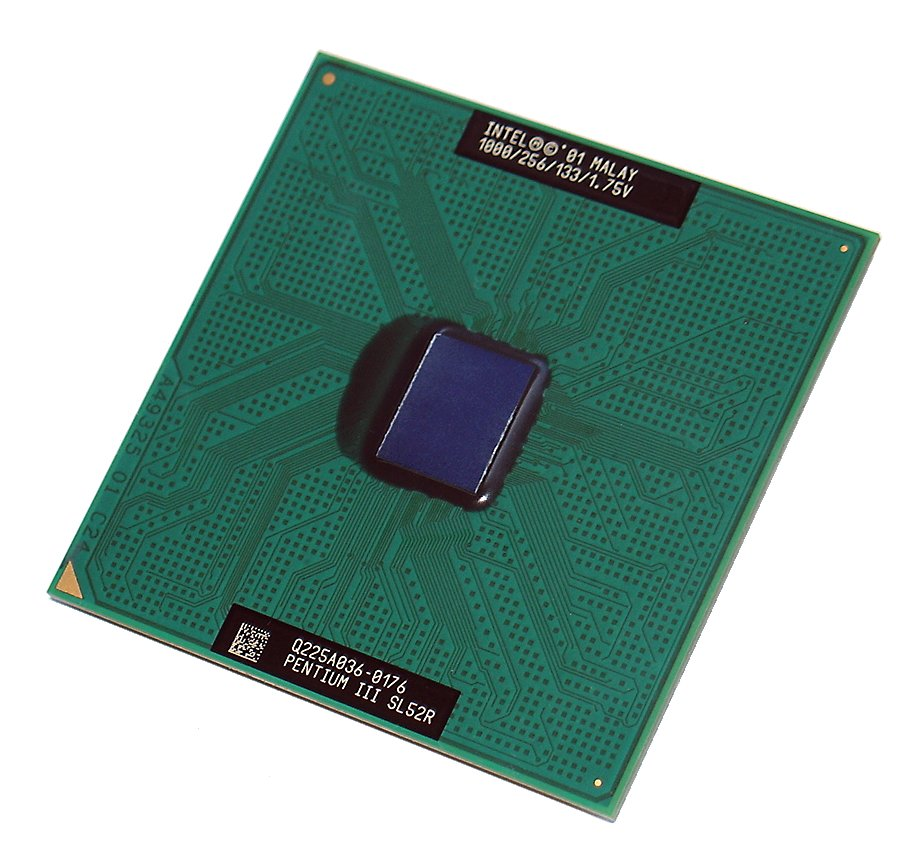
Procesador Intel pentium III coppermine die

nombre de una serie de tecnologías aplicadas a algunos 
microprocesadores
 de 
Intel
 que permite cambiar su 
frecuencia de reloj
 dinámicamente para ajustarse a la carga a la que esté sometido, minimizando el consumo y el calor generado. Es un parámetro configurable por el usuario, para aquellos que prefieran beneficiar el rendimiento frente al consumo.
[
1
]
```

Esta tecnología ha de ser implementada por el sistema operativo, que es el que regula la frecuencia según sus necesidades. Microsoft lo introdujo en Windows XP SP2 y GNU/Linux lo ofrece en la versión 2.6 del núcleo.
AMD utiliza en sus procesadores dos tecnologías similares llamadas PowerNow!, la cual está orientada al ahorro energético, y Cool'n'Quiet.